# Histoire du structuralisme
Histoire du structuralisme é uma obra em dois volumes do historiador François Dosse, publicado pela La Découverte. O primeiro volume, Le champ du signe, 1945-1966, foi lançado em 1991, e o segundo Le chant du cygne, 1967 à nos jours, em 1992. Esta é uma das principais sínteses históricas publicadas sobre o estruturalismo.

## Organização da obra
O autor descreve a evolução do estruturalismo segundo datas-chave: a eclosão em 1956 com as decepções do sovietismo e o declínio de Jean-Paul Sartre; o apogeu editorial e midiático em 1966-1967 (Les mots et les choses, de Michel Foucault, Sémantique structurale, de Algirdas Julien Greimas, Théorie de la littérature, de Tzvetan Todorov, Les Écrits, de Jacques Lacan, Lire le Capital e Pour Marx, de Louis Althusser e seus discípulos etc.); o fim da interdisciplinaridade por volta de 1975 e o ataques de novas correntes subjetivistas.
O corte entre os dois volumes é sinalizado a partir do ano de 1966, que Dosse chama de “o ano-luz”, onde se concentra o maior número de publicações sobre o estruturalismo. O Volume I, que descreve a ascensão do estruturalismo até esta data, é dividido em três capítulos:
- o período épico (década de 1950);
- a Belle Époque (1963-1966);
- uma febre hexagonal, em que o autor situa a ascensão do estruturalismo em seu contexto histórico de longa duração, em suas filiações intelectuais e na organização dos campos universitários das ciências sociais.

O Volume II, que traça o declínio do estruturalismo a partir de 1966, está dividido em cinco capítulos:
- as primeiras fissuras;
- maio de 1968 e o estruturalismo, ou o mal-entendido;
- o estruturalismo entre cientificismo, estética e história;
- o declínio do paradigma estruturalista;
- o tempo, o espaço, a dialógica.

## Decisões historiográficas
Ele considera o estruturalismo essencialmente como um movimento situado no tempo, um período na história das ideias dotado de um nascimento e um término. Dosse não retêm explicitamente a noção de estruturalismo generalizado, mas propõe uma distinção entre várias tendências:
- um estruturalismo científico representado essencialmente por Lévi-Strauss, Greimas na semiótica e, em menor medida, Lacan antes de 1960;
- um estruturalismo moderado na semiologia e na análise literária e poética (Barthes, Gérard Genette, Michel Serres, Todorov);
- um estruturalismo historicizado, filosófico e especulativo (Pierre Bourdieu, Jacques Derrida, Jean-Pierre Vernant, Althusser, Foucault e a terceira geração da Escola dos Annales).